# Volkswagen Type 4 : 411, 412
La Volkswagen Type 4 est une voiture de taille moyenne fabriquée et commercialisée par Volkswagen  de 1968 à 1974 en berline deux et quatre portes, ainsi qu'en break deux portes. La Type 4 évolue à travers deux générations, la 411 (1968-1972) et 412 (1972-1974).

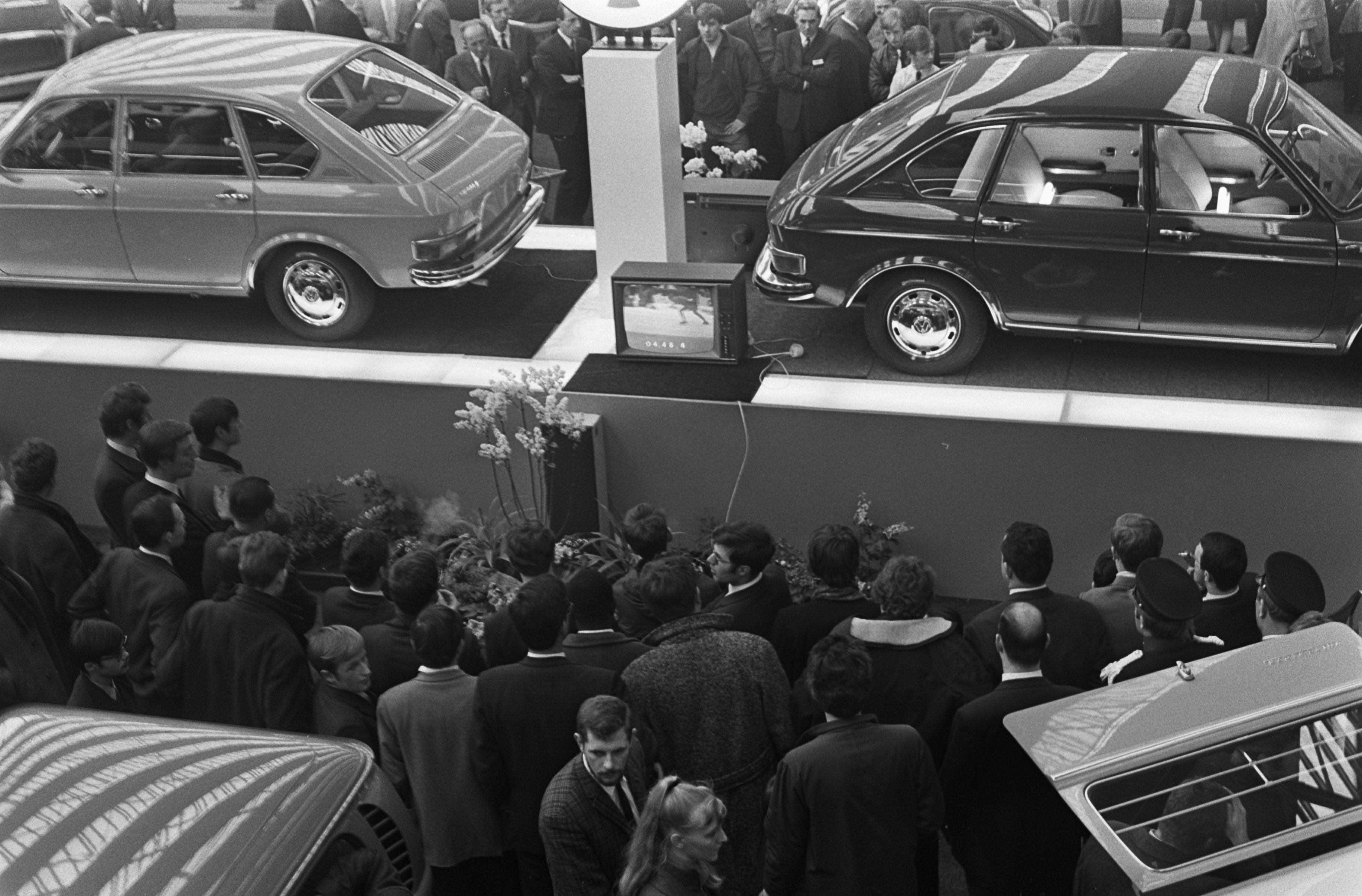
Exposition du modèle 411 au salon de l'automobile d'Amsterdam, le 16 février 1969.

Conçue sous la direction de Heinrich Nordhoff et introduite au Salon de Paris en octobre 1968, la 411 est à l'époque le plus grand véhicule de tourisme de Volkswagen. Le style est dû à Pininfarina qui, à l'époque, a un contrat de conseil avec Volkswagen. Tout comme pour le Type 1, les voitures ont le moteur à plat VW refroidi par air, placé à l'arrière, et sont des propulsions, avec une répartition du poids avant/arrière de 45/55%. Ce modèle était disponible comme berline « Fastback » en 2 ou 4 portes ; l'année suivante apparaît le modèle « Variant » qui est une version break, avec hayon, toujours en 3 portes. Volkswagen conçoit également un prototype tricorps de la 411, mais celui-ci n'atteint pas le stade de la production en série.
Le concept d'un moteur à l'arrière était déjà surclassé avant l'introduction du modèle. Au cours de son cycle de production de six ans, Volkswagen fabrique 367 728 modèles, un chiffre relativement faible. Aux États-Unis, VW en vend 117 110 de 1971 à Juillet 1974. La Type 4 a été remplacée par la Volkswagen Passat lancée en 1973.
Sa dénomination de « Type 4 » provient de la numérotation des véhicules chez Volkswagen :
- Type 1 : Coccinelle et dérivés ;
- Type 2 : utilitaires Combi et dérivés ;
- Type 3 : Notchback, Fastback, Variant ;
- Type 4 : Coupé, berline et Variant.